# Maho Tomita
Maho Tomita (富田麻帆 Tomita Maho?,  1 de junio, 1987) es una Idol Gravure, actriz y cantante japonesa originaria de Tokio.
Su estatura es de 1.57 centímetros.

## Actuaciones

### Televisión
- Toumei Ningen (1996)
- Donmai
- Raion Sensei (2003)
- Shoujo Kageki Revue Starlight (Tendou Maya)  (2017)

### Musicales
- Annie (1993, 1997)
- Lion King
- Coco Smile 2 ~Yakusoku no Kin Medal~
- Galaxy Angel
- Les Misérables

## Discografía

### Singles
1. Hare Nochi Hare! (晴れのちハレ!?) (24 de agosto de 2005)
2. Wing of Destiny (24 de febrero de 2006)
3. MA・MO・RU! (27 de octubre de 2006)
4. Happy Flight (6 de diciembre de 2006)

### Otros
- Wing of Destiny～angel harp version～ (24 de noviembre de 2006)

### Álbumes
1. M (26 de enero de 2007)